# Parencentrum plicatum
Parencentrum plicatum är en hjuldjursart som först beskrevs av Eyferth 1878.  Parencentrum plicatum ingår i släktet Parencentrum och familjen Dicranophoridae. Inga underarter finns listade i Catalogue of Life.